# 1-й танковый корпус

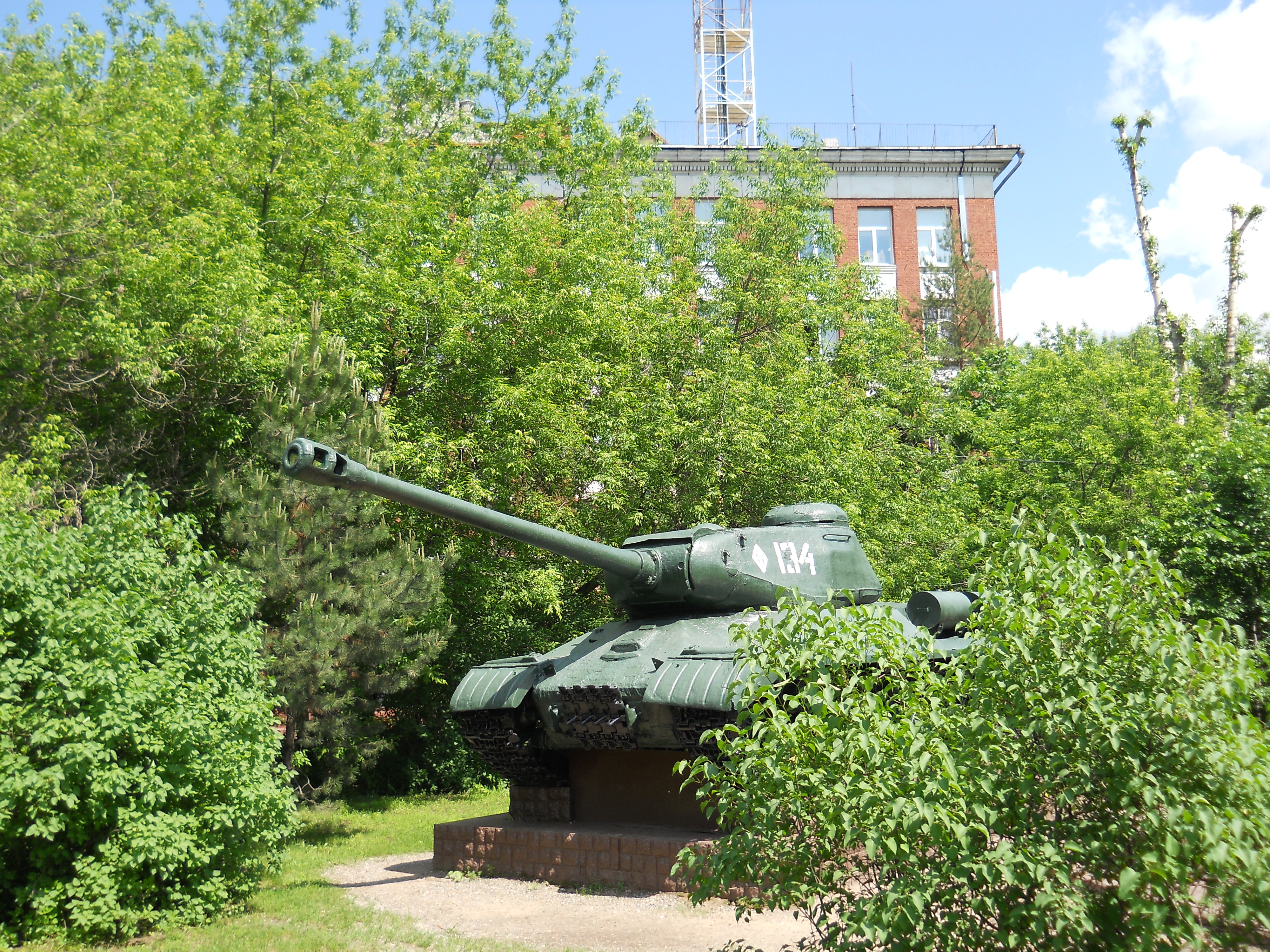
Памятник (танк ИС-2) на месте формирования корпуса в Москве на Таманской улице.

1-й танковый Инстербургский Краснознамённый корпус — танковое соединение РККА ВС Союза ССР, в годы Великой Отечественной войны.
Сокращённое наименование — 1 тк.
Период вхождения в действующую армию:
- 21 апреля 1942 года — 1 сентября 1942 года;
- 23 сентября 1942 года — 6 января 1943 года;
- 17 марта 1943 года — 11 марта 1944 года;
- 11 июня 1944 года — 9 мая 1945 года.

## Боевой путь
Согласно директиве НКО № 724218сс от 31 марта 1942 года 1-й танковый корпус начал формироваться в Москве и Липецке. Костяк корпуса составила 1-я гвардейская танковая бригада (в то время воевала восточнее Гжатска в составе 5-й армии генерала Л. А. Говорова), командир которой М. Е. Катуков вскоре был назначен командиром формируемого 1-го танкового корпуса. Комиссаром корпуса был назначен В. Р. Бойко, а начальником штаба — майор Никитин, который до этого командовал штабом 1-й гвардейской танковой бригады. Кроме того, в подчинение Катукова передавались 89-я бригада тяжёлых танков КВ под командованием Юрова, 49-я танковая бригада Черниенко и 1-я мотострелковая бригада Мельникова. Всего в корпусе должно было быть 24 танка КВ, 88 танков Т-34 и 69 лёгких танков, что в то время представляло собой значительную силу.
В течение апреля к прибывшей в Липецк 1-й гвардейской танковой бригаде присоединились остальные бригады, таким образом к концу апреля 1942 года укомплектование корпуса закончилось, а личный состав приступил к боевой учёбе.
С 21 апреля 1942 года директивой Ставки ВГК № 170284 от 20 апреля 1942 года 1-й танковый корпус, вместе с 3-м и 4-м танковыми корпусами передан в состав Брянского фронта. Соединения и части корпуса заняли позиции в деревнях севернее города Ливны Орловской области.
C сентября 1942 года командиром 1 тк назначен Бутков, Василий Васильевич.
С 1 ноября по 20 декабря 1942 года корпус принимал участие в Сталинградской битве. В течение 21—22 ноября с боями прошёл более 80 км, разгромив при этом румынскую 1-ю танковую дивизию и остатки 22-й танковой дивизии вермахта. 23 ноября мотострелковая бригада из состава корпуса ворвалась на станцию Чир, перекрыв таким образом железную дорогу, являвшуюся главной артерией снабжения сталинградской группировки противника. На 23 ноября в составе корпуса оставалось 30 танков из 136
Катастрофа на р. Чир
8 декабря 1942 года корпус форсировал р. Чир, но в боях в излучине Чира потерпел тяжелое поражение от 11-й танковой дивизии вермахта и отступил, потеряв за один день 53 танка.
Дальнейшие действия
Затем после четырёхмесячного переформирования корпус действовал в составе 11-й гвардейской армии в боях севернее Орла. До конца войны в составе этой же армии корпус участвовал в операциях на 1-м Прибалтийском и 3-м Белорусском фронтах.
Во время второго восточнопрусского наступления, войдя в прорыв 18 января 1945 года, совершил свой легендарный рейд — 29 января дойдя до пригорода Кёнигсберга Зидлунга (ныне Чкаловск). Во время рейда корпус взял ряд важных городов: Гросс-Скайсгиррен, Тапиау, Трутенау, Зидлунг и другие.
Бригады корпуса вели с 6 по 8 февраля бои со 2-м парашютно-танковым корпусом «Герман Геринг» под Прэйсиш-Эйлау (ныне Багратионовск), и в ожесточенных боях выбили его из городов: Помпикен и Хуссенен, чем предрешили отход немцев из Прэйсиш-Эйлау из-за угрозы окружения.
20—23 февраля 1945 года, во время немецкой операции по прорыву из Кенигсберга на Пиллау («Западный Ветер»), сводный отряд корпуса, в результате ожесточенных боев под Варгеном и Повайеном, попал в окружение под Меденау (ныне Логвино), но с боями благополучно вышел из окружения.

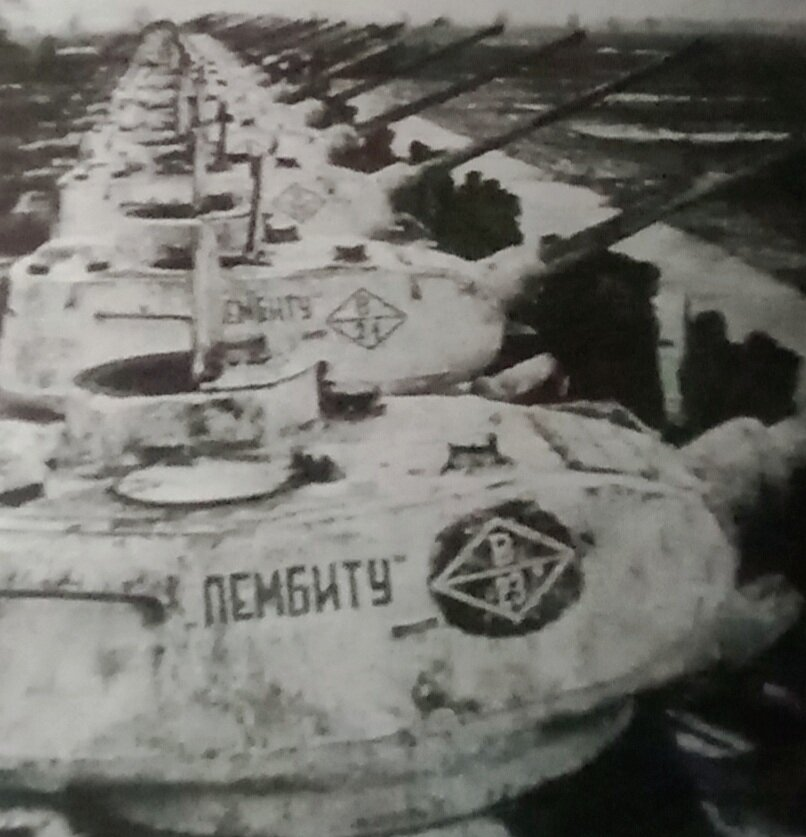
Танки колонны «Лембиту»

15 марта корпус получил построенную на средству граждан Эстонии колонну «Лембиту» из 37 танков Т-34-85.
6 апреля 1945 года, 159-я Полоцкая орденов Суворова и Кутузова бригада полковника Константина Петровского, куда были сведены оставшиеся в корпусе танки, штурмовала северные районы Кёнигсберга и преодолев сопротивление: немецких противотанкистов с фаустпатронами на треногах и вкопанных немецких танков, 8 апреля вышла к центру города-крепости.
В середине апреля 1945 года, корпус дошел до Балтийской косы, взяв ряд городов: Гермау, Занглиттен и другие.
Неоднократно был отмечен в сводках Информбюро и благодарностями Верховного Главнокомандующего.
Приказом НКО СССР № 0013 от 10 июня 1945 корпус переформирован в 1-ю танковую Истербургскую Краснознамённую дивизию с местом дислокации — Калининград, Корнево, Мамоново Калининградской области. После расформирования дивизии созданная на её основе войсковая часть находится в подчинении Краснознамённого Балтийского флота. Боевые знамёна корпуса и входивших в него частей хранятся в Музее Вооружённых Сил в Москве.

## Состав
На конец апреля 1942 года:
- Управление корпуса (штат № 010/369)
- 1-я гвардейская танковая бригада
- 49-я танковая бригада
- 89-я танковая бригада тяжёлых танков
- 1-я мотострелковая бригада
- 307-й гвардейский миномётный дивизион
- 10-й отдельный разведывательный батальон
- 110-я полевая танкоремонтная база
- 1-я отдельная автотранспортная рота подвоза ГСМ

На вооружении корпуса находилось 24 танка КВ, 88 танков Т-34 и 69 лёгких танков.
В июне 1942 года вместо 49-й в его состав вошла 117-я танковая бригада.
С середины осени 1942 года и до конца войны 1-я гвардейская танковая бригада и 1-я мотострелковая бригада убыли в состав 3-го механизированного корпуса, а взамен прибыли 159-я танковая и 44-я мотострелковая бригады:
- 89-я танковая бригада (полковник Соммер, Андрей Иосифович)
- 117-я танковая бригада (подполковник Халаев, Александр Иванович)
- 159-я танковая бригада (полковник Петровский, Константин Остапович)
- 44-я мотострелковая бригада (полковник Кузнецов, Константин Гаврилович)
- 10-й отдельный разведывательный батальон
- 307-й отдельный гвардейский миномётный дивизион

Части корпусного подчинения:
- 767-й отдельный батальон связи
- 183-й отдельный сапёрный ордена Красной Звезды[5] батальон (капитан Абашин, Дмитрий Дмитриевич)
- 50-я отдельная рота химической защиты
- 110-я полевая танкоремонтная база
- 215-я полевая авторемонтная база
- авиационное звено связи
- 53-й полевой автохлебозавод
- 1932-я полевая касса Государственного банка
- 2080-я военно-почтовая станция

На 12 января 1945 года (резерв 3-го Белорусского фронта) — 172 танков и САУ (и ещё 4 в ремонте), в том числе: 117 Т-34 (плюс 4 в ремонте), 21 СУ-76, 13 СУ-85, 21 ИСУ-122.
- управление г. Калининград, в/ч № 18885
- 98-й гвардейский танковый Алленштайнский Краснознамённый орденов Суворова и Александра Невского полк — г. Мамоново, в/ч № 52823
- 89-й танковый Тильзитский орденов Суворова и Кутузова полк — п. Корнево, в/ч № 35795
- 117-й танковый Унечский Краснознамённый ордена Суворова полк — п. Корнево, в/ч № 18850
- 79-й гвардейский мотострелковый Краснознамённый полк — г. Калининград (Первомайский городок), в/ч № 61683
- 886-й самоходный артиллерийский полк — г. Калининград, в/ч № 57821
- 1043-й зенитный ракетный полк — г. Калининград, в/ч № 28553
- 79-й отдельный разведывательный батальон — п. Корнево, в/ч № 71677
- 183-й отдельный инженерно-сапёрный батальон — г. Калининград, в/ч № 32134
- 767-й отдельный батальон связи — г. Калининград, в/ч 45955
- 140-й отдельный ремонтно-восстановительный батальон — г. Калининград, в/ч № 12323
- (?)отдельная рота химической защиты — г. Калининград, в/ч № ?
- 190-й отдельный медицинский батальон — г. Калининград, в/ч № ?
- 1037-й отдельный батальон материального обеспечения — г. Калининград, в/ч № 52785
- отдел военной контрразведки — г. Калининград, в/ч № 13829[7]

## Подчинение
| 01.04.1942 года | Московский военный округ                         |                        |
| 01.05.1942 года | Брянский фронт                                   |                        |
| 01.09.1942 года | Резерв Ставки ВГК                                | 5-я танковая армия     |
| 01.10.1942 года | Брянский фронт                                   |                        |
| 01.11.1942 года | Юго-Западный фронт                               | 5-я танковая армия     |
| 01.02.1943 года | Приволжский военный округ                        |                        |
| 01.03.1943 года | Резерв Ставки ВГК                                |                        |
| 01.04.1943 года | Западный фронт                                   |                        |
| 01.08.1943 года | Брянский фронт                                   | 11-я гвардейская армия |
| 01.11.1943 года | 2-й Прибалтийский фронт                          |                        |
| 01.12.1943 года | 1-й Прибалтийский фронт                          | 11-я гвардейская армия |
| 01.04.1944 года | Резерв Ставки ВГК                                |                        |
| 01.07.1944 года | 1-й Прибалтийский фронт                          |                        |
| 01.08.1944 года | 1-й Прибалтийский фронт                          | 2-я гвардейская армия  |
| 01.09.1944 года | 1-й Прибалтийский фронт                          | 51-я армия             |
| 01.10.1944 года | 1-й Прибалтийский фронт                          | 2-я гвардейская армия  |
| 01.11.1944 года | 3-й Прибалтийский фронт                          |                        |
| 01.01.1945 года | 3-й Белорусский фронт                            |                        |
| 01.03.1945 года | 3-й Белорусский фронт (Земландская группа войск) |                        |
| 01.05.1945 года | 3-й Белорусский фронт                            |                        |

## Командование
Командиры
1. генерал-майор танковых войск Катуков, Михаил Ефимович (31 марта 1942 — 18 сентября 1942);
2. генерал-майор танковых войск (с 7 июня 1943 — генерал-лейтенант танковых войск) Бутков, Василий Васильевич (19 сентября 1942 — 11 мая 1945)[9]
3. Биберган, Давид Абрамович, (на 12.1943) полковник

Начальники штаба корпуса
- 31.03.1942 — 30.07.1942 Кравченко, Андрей Григорьевич, полковник
- 30.07.1942 — 18.09.1942, и/д Никитин, Матвей Тимофеевич, майор, с 07.08.1942 подполковник
- 18.09.1942 — 00.12.1942[прояснить] Чухин, Николай Дмитриевич, полковник
- 00.11.1942 [прояснить]— 14.01.1943, и/о Харчевников, Иван Митрофанович, полковник
- 14.01.1943 — 22.05.1943 Рабинович, Леонид Юделевич, полковник
- 22.05.1943 — 24.05.1944 Биберган, Давид Абрамович, полковник
- 24.05.1944 — 05.09.1944 Скрипка, Григорий Гордеевич, полковник
- 05.09.1944 — 15.06.1945 Косогорский, Николай Григорьевич, полковник

Заместитель командира корпуса по строевой части
- Цинченко, Александр Васильевич (август — сентябрь 1943) полковник
- 07.06.1943 — 00.04.1944 Зелинский, Василий Петрович, полковник, 18.02.1944 ген.-майор т/в
- 8.09.1943, врид Верков, Иван Прокофьевич, ген.-майор т/в
- 00.03.1944 — 25.04.1944, и/д Сулейков, Кирилл Филиппович, генерал-майор т/в
- 25.04.1944 — 00.08.1944 Сулейков, Кирилл Филиппович, генерал-майор т/в
- 00.11.1944 — 05.02.1945, и/д Филиппов, Георгий Николаевич, генерал-майор т/в
- 05.02.1945 — 00.09.1945 Филиппов, Георгий Николаевич, ген.-майор т/в

## Награды и почётные наименования
| Награда (наименование)                 | Дата награждения                                                               | За что получена |
| -------------------------------------- | ------------------------------------------------------------------------------ | --- |
| Почётное наименование «Инстербургский» | присвоено приказом Верховного главнокомандующего № 025 от 19 февраля 1945 года | за отличие в боях за овладение городом Инстербург                                                                                         |
| Орден Красного Знамени                 | Указ Президиума Верховного Совета СССР от 11 марта 1944 года.                  | за образцовое выполнение боевых заданий командования на фронте борьбы с немецкими захватчиками и проявленные при этом доблесть и мужество |

## Отличившиеся воины
Управление корпуса:
- Бутков, Василий Васильевич, генерал-лейтенант танковых войск — командир корпуса. Указ Президиума Верховного Совета СССР от 19.04.1945 года.

89-я танковая бригада орденов Суворова и Кутузова:
- Егубченко, Василий Кириллович, лейтенант — командир взвода 202-го танкового батальона. Указ Президиума Верховного Совета СССР от 24.03.1945 года посмертно. Погиб в бою 12.10.1944 года.
- Князев, Вадим Васильевич, лейтенант — командир танка 203 танкового батальона. Указ Президиума Верховного Совета СССР от 24.03.1945 года. Погиб в бою 26.01.1945 года.
- Кондрашин, Иван Павлович, старший лейтенант — командир танка. Указ Президиума Верховного Совета СССР от 24.03.1945 года.
- Малов, Иван Степанович, младший лейтенант — командир танка. Указ Президиума Верховного Совета СССР от 24.03.1945 года.
- Марчук, Михаил Андреевич, лейтенант — командир танка 203 танкового батальона. Указ Президиума Верховного Совета СССР от 24.03.1945 года.
- Прудкий, Николай Петрович, лейтенант — командир взвода разведки. Указ Президиума Верховного Совета СССР от 4.06.1944 года. Звание присвоено посмертно.
- Слюсарев, Митрофан Григорьевич, лейтенант — командир взвода 203-го танкового батальона. Указ Президиума Верховного Совета СССР от 14.02.1943 года. Звание присвоено посмертно.
- Соммер, Андрей Иосифович, полковник — командир бригады. Указ Президиума Верховного Совета СССР от 19.04.1945 года.
- Удовиченко, Александр Трофимович, майор — командир батальона. Указ Президиума Верховного Совета СССР от 24.03.1945 года.
- Яремчук, Дмитрий Онуфриевич, лейтенант — командир танковой роты 203-го танкового батальона. Указ Президиума Верховного Совета СССР от 24.03.1945 года.
- Чугунов, Иван Яковлевич, младший лейтенант ― командир взвода танков Т-34 1-го танкового батальона.
- Войтковский, Иосиф Карлович, старший сержант — радист-стрелок танка Т-34

117-я танковая Унечская Краснознамённая ордена Суворова бригада:
- Баби, Владимир Зиновьевич, майор — командир танкового батальона. Указ Президиума Верховного Совета СССР от 24.03.1945 года. Звание присвоено посмертно.
- Антонов, Иван Николаевич, капитан — командир танковой роты Т-34 326-го танкового батальона. Указ Президиума Верховного Совета СССР от 24.04.1944 года. Звание присвоено посмертно.
- Басенков, Пётр Харитонович, старший сержант — механик-водитель танка 326-го танкового батальона. Указ Президиума Верховного Совета СССР от 24.03.1945 года.
- Величко, Валерий Фёдорович, старший сержант — наводчик орудия танка 326-го танкового батальона. Указ Президиума Верховного Совета СССР от 24.03.1945 года. Звание присвоено посмертно.
- Волков, Александр Иванович, лейтенант — командир танка 326-го танкового батальона. Указ Президиума Верховного Совета СССР от 24.03.1945 года.
- Казарьян, Ашот Вагаршакович, капитан — командир танкового батальона. Указ Президиума Верховного Совета СССР от 24.03.1945 года.
- Мурашкин, Михаил Фёдорович, младший лейтенант, командир взвода. Указ Президиума Верховного Совета СССР от 24.03.1945 года.
- Плугатарь, Алексей Петрович, старший лейтенант, командир роты танков Т-34 3-го танкового батальона. Указ Президиума Верховного Совета СССР от 24.03.1945 года, посмертно.
- Потеев, Николай Павлович, лейтенант — командир роты. Указ Президиума Верховного Совета СССР от 24.03.1945 года.
- Рудык, Николай Мартынович, старший лейтенант — командир танковой роты Т-34 326-го танкового батальона. Указ Президиума Верховного Совета СССР от 24.04.1944 года. Звание присвоено посмертно.
- Чухарев, Вячеслав Фёдорович, младший сержант — старший радист-пулемётчик танка Т-34 3-го танкового батальона. Указ Президиума Верховного Совета СССР от 24.03.1945 года.

159-я танковая Полоцкая ордена Ленина Краснознамённая орденов Суворова и Кутузова бригада:
- Кузьмин, Михаил Александрович, старший лейтенант — командир роты. Указ Президиума Верховного Совета СССР от 24.03.1945 года. Погиб в бою 8 октября 1944 года.
- Петровский, Константин Остапович, полковник — командир бригады. Указ Президиума Верховного Совета СССР от 19.04.1945 года.
- Корюков, Геннадий Александрович, сержант — командир орудия танка Т-34-85 1-го танкового батальона.

44-я мотострелковая Полоцкая Краснознамённая орденов Суворова и Кутузова бригада:
- Афанасьев, Сергей Владимирович, красноармеец — пулемётчик 9-й стрелковой роты 3-го мотострелкового батальона. Указ Президиума Верховного Совета СССР от 24.03.1945 года.
- Выдренко, Дмитрий Александрович, красноармеец — замковый 57 мм противотанковой пушки 3-го мотострелкового батальона. Указ Президиума Верховного Совета СССР от 24.03.1945 года.
- Иванов, Георгий Яковлевич, младший сержант — заряжающий орудия истребительно-противотанковой артиллерийской батареи. Указ Президиума Верховного Совета СССР от 24.03.1945 года.
- Писаренко, Николай Фомич, красноармеец — наводчик орудия 3-го мотострелкового батальона. Указ Президиума Верховного Совета СССР от 24.03.1945 года.
- Расторопов, Борис Павлович, младший сержант — командир орудия 44-й мотострелковой бригады. Указ Президиума Верховного Совета СССР от 24.03.1945 года.
- Сергеев, Михаил Егорович, красноармеец — заряжающий орудия 3-го мотострелкового батальона. Указ Президиума Верховного Совета СССР от 24.03.1945 года.
- Серяков, Пётр Прохорович, старший сержант — командир противотанкового орудия мотострелкового батальона. Указ Президиума Верховного Совета СССР от 24.03.1945 года. Звание присвоено посмертно.
- Фёдоров, Валентин Витальевич, младший сержант — наводчик орудия истребительно-противотанковой артиллерийской батареи. Указ Президиума Верховного Совета СССР от 24.03.1945 года.
- Чумов, Афанасий Гаврилович, красноармеец — наводчик орудия артиллерийского дивизиона. Указ Президиума Верховного Совета СССР от 24.03.1945 года.

354-й гвардейский тяжёлый самоходно-артиллерийский Тильзитский Краснознамённый ордена Кутузова полк:
- Сибиряков, Алексей Порфирьевич, гвардии старший лейтенант — командир батареи. Указ Президиума Верховного Совета СССР от 29.06.1945 года. Звание присвоено посмертно.

1437-й самоходный артиллерийский полк
- Плешев, Иван Николаевич, командир 1437-го самоходного артиллерийского полка.

## Память
- Памятник в Москве на месте формирования корпуса, на Таманской улице[12]